# Шапер, Иоганн
Иоганн Шапер (нем. Johann Schaper; 1621, Гамбург — 1670, Нюрнберг) — немецкий кустарный живописец по фаянсу и стеклу периода барокко. Прославился тонкой, изысканной росписью стеклянных изделий специальной чёрной краской — шварцлотом, откуда пошло название «шаперовские стёкла».

## Биография
О ранних годах мастера почти ничего не известно. Документально он упоминается в Нидерландах и Швейцарии, прежде чем в 1655 году он прибыл из Гамбурга и поселился в Нюрнберге, где и жил до своей ранней смерти в 1670 году.
Шапер был свободным художником, который подписывал изделия своим именем, что в XVII веке ещё было исключением среди художников по стеклу и фаянсу. Подпись состояла попеременно из его полного имени или инициалов «J.S.»
Мотивы росписи Шапера разнообразны. Они варьируются от пейзажей, батальных сцен до персонажей итальянской комедии дель арте, мифологических сюжетов и бытовых сцен. Для своих росписей Шапер чаще всего использовал особый тип цилиндрического стакана из стекла на трёх шаровидных ножках, эти изделия и вошли в историю под названием «шаперовских стёкол» (нем. Schaper-Glas).
Известны также чаши и кубки с куполообразными крышками и ручками-балясинами. Однако не каждый бокал такого типа расписан лично художником. Шапер также декорировал изделия из фаянса. Материал он получал с фаянсовых мануфактур Франкфурта и Ханау, так как в Нюрнберге в то время не было собственного производства.
В XVIII веке «шаперовский стиль» был возрождён в росписи богемского хрусталя, он вызвал множество подражаний, но никогда не достигал художественного уровня первоисточника. Одним из последователей Шапера в Нюрнберге был живописец по фаянсу и стеклу Иоганн Людвиг Фабер (не путать с немецким поэтом и педагогом И. Л. Фабером).
Произведения Шапера экспонируются в Музее стекла в Пассау, Земельном музее Вюртемберга в Штутгарте и Художественном музее Кливленда, США и Метрополитен-музее в Нью-Йорке. В феврале 2000 года из музея Кунстпаласт в Дюссельдорфе было украдено ценное стекло Шапера, изображающее охоту на оленей.

## Галерея

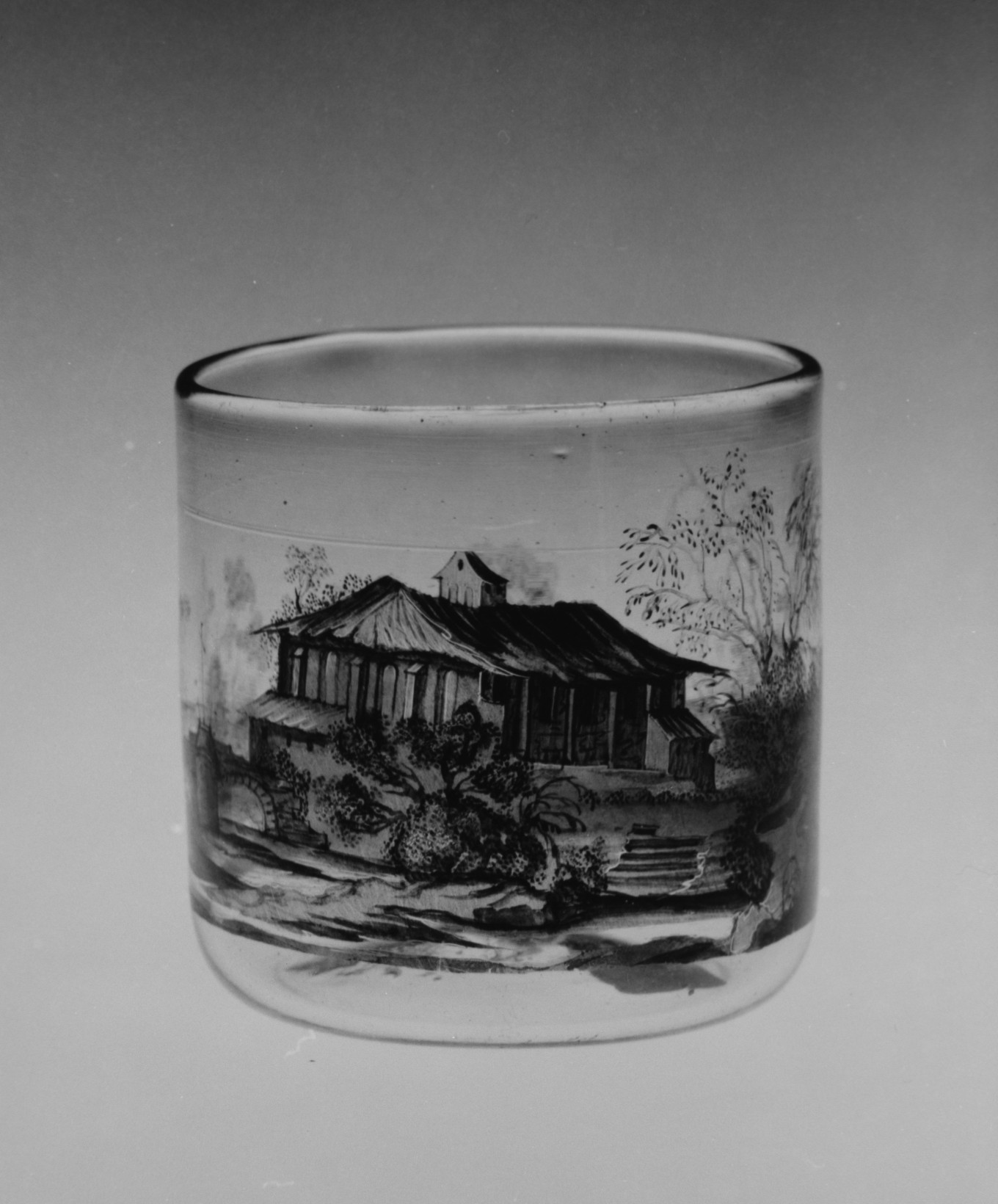
Стакан. Ок. 1655. Стекло, роспись шварцлотом. Метрополитен-музей, Нью-Йорк
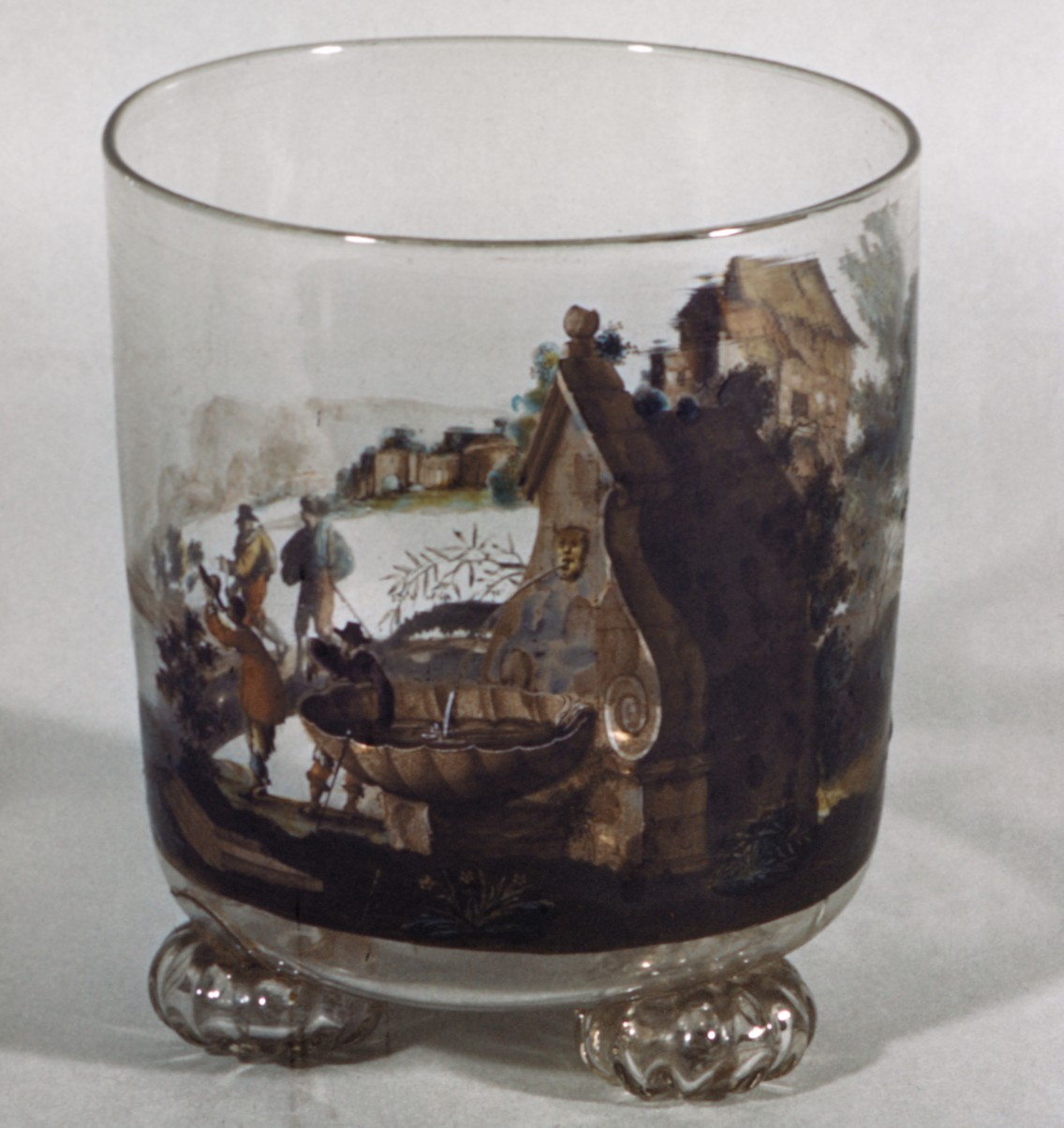
«Шаперовский стакан». 1664. Стекло, роспись. Метрополитен-музей, Нью-Йорк
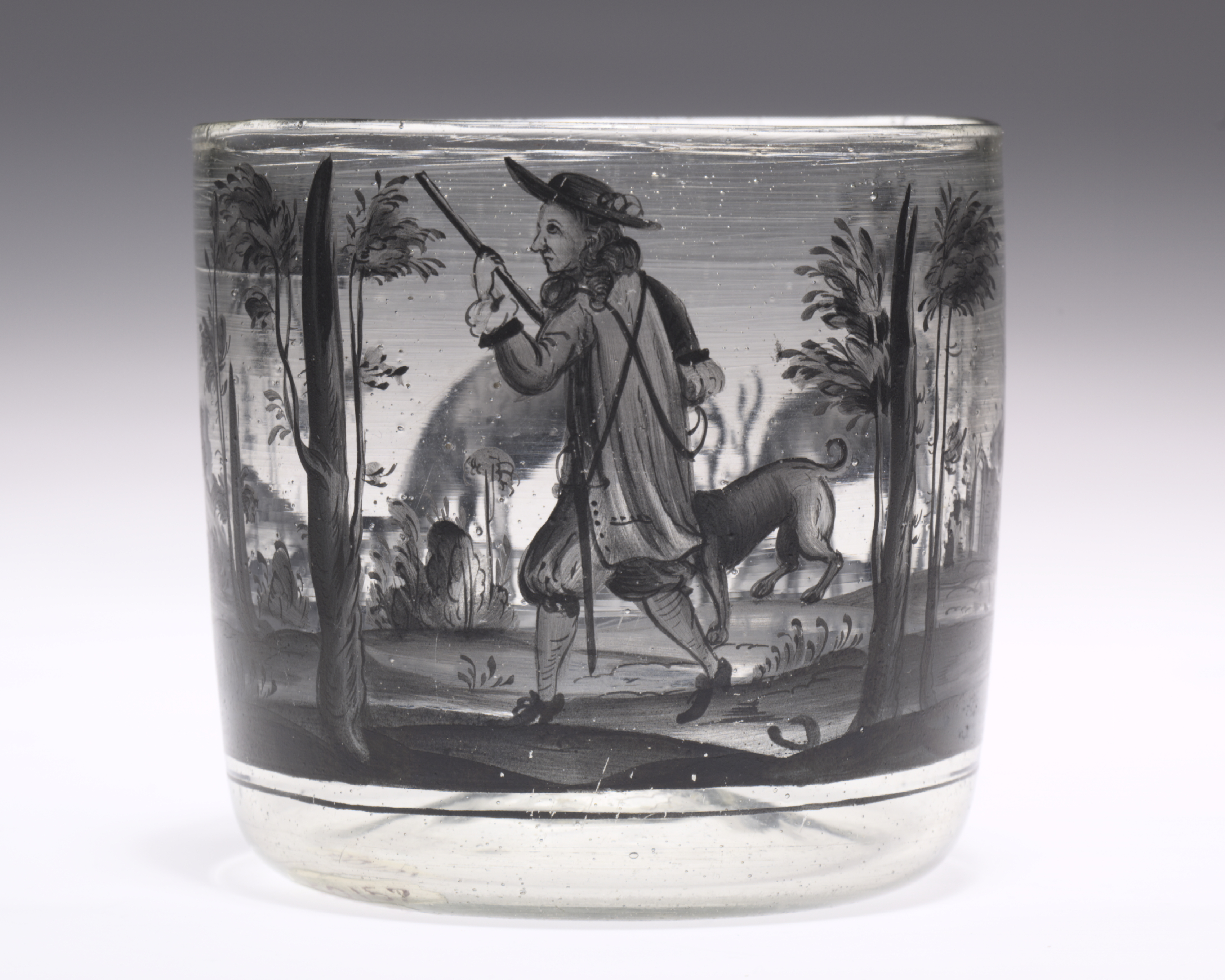
Стакан. 1660. Стекло, роспись шварцлотом. Художественный музей Кливленда, США
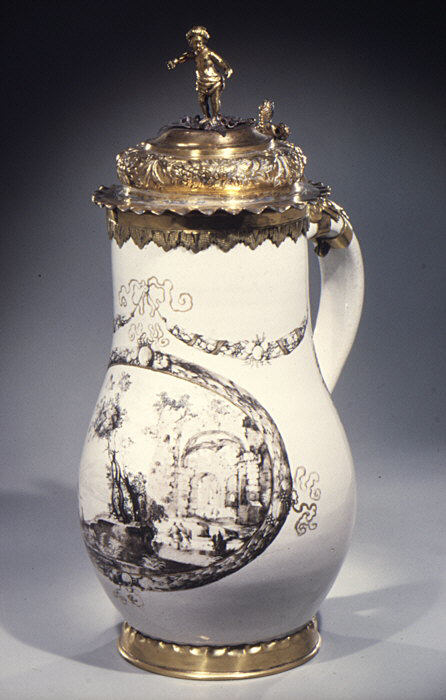
Кувшин. 1655. Фаянс, роспись шварцлотом. Метрополитен-музей, Нью-Йорк
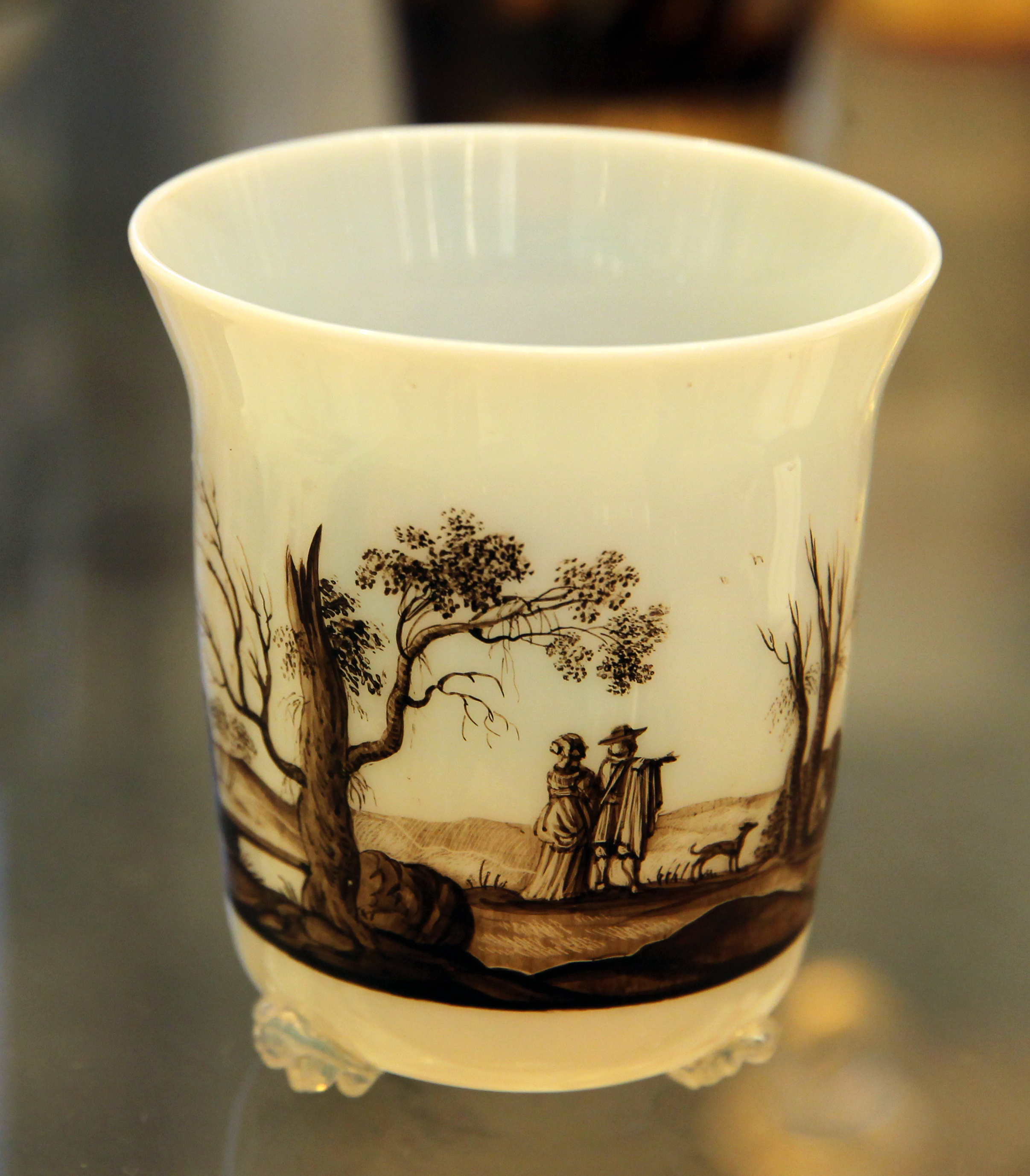
Стакан. Ок. 1670. Опаловое стекло, роспись шварцлотом. Нюрнберг. Музей Виктории и Альберта, Лондон